# Sandy (Schiff)
Die Sandy ist ein unter der Flagge Togos fahrendes Küstenmotorschiff, das Schlagzeilen machte, nachdem es Anfang Dezember 2014 mit mehreren hundert überwiegend syrischen Flüchtlingen vor der italienischen Küste trieb. Das Schiff wurde am 9. Dezember 2014 nach Crotone eingeschleppt.
Die Verwendung der Sandy und den unter vergleichbaren Umständen eingeschleppten Flüchtlingsschiffen Baris, Blue Sky M sowie Ezadeen führten zu einer umfangreichen Debatte über neue Schleusermethoden und die Flüchtlingspolitik im Mittelmeer.

## Geschichte

### Das Schiff
Das Küstenmotorschiff des Sietas Typ 95 wurde 1977 als Baunummer 823 bei der zur Sietas-Gruppe gehörenden Norderwerft in Hamburg gebaut. Auftraggeber des am 2. September 1977 vom Stapel gelaufenen Schiffes war Helmut Rolf aus Hamburg. Nach der Übergabe am 1. Oktober 1977 wurde das Kümo unter dem Namen Nordlicht II in Fahrt gesetzt. Am 9. Dezember 1982 benannte man das Schiff für eine bis April 1987 dauernde Charter an die Reederei Empresa de Navegação Madeirense aus Madeira in Pico Ruivo um, wobei das Schiff nach Rücklieferung seinen Charternamen beibehielt. Am 28. April 1995 wurde der Frachter an die Baltic Champ Marine in Panama verkauft, in Baltic Champ umgetauft und neu vermessen, wonach das Schiff mit einer Bruttoraumzahl von 1660 und einer Tragfähigkeit von 2036 Tonnen angegeben. Die Bereederung übernahm Glahr & Co. in Bremen. Am 12. Dezember 1995 kollidierte die Baltic Champ im Nord-Ostsee-Kanal bei Nübbel mit der
Sabine D (IMO 7633399), die dabei kenterte und 90 Container verlor. Glahr & Co. führte die Bereederung auch nach einer Umschreibung auf die North Transit Marine in Panama im Jahr 1999 weiter. Im Jahr 2002 wurde das Schiff an die Reederei Rakel Laiva in Rotterdam unter Management der Sillanpää Trading im finnischen Mynamäki weitergegeben und in Rakel umgetauft. 2011 erwarb die Nargys Shipping in Lowestoft das Kümo und setzte es als Rania unter Sierra-Leone-Flagge und Management der Bia Shipping Company in Constantza ein. Ein Jahr darauf übernahm die Alkhalil Shipping Company in Belize City den Frachter und stellte ihn als Ahmad-M unter die Bereederung der Unimarine Management Company in Tartous. Im Juni 2014 folgte schließlich eine Weiterveräußerung an die in Latakia ansässige Enamar Management, die das Schiff auf den Namen Sandy tauften.

### Als Flüchtlingsschiff
Im November 2014 hatte die Sandy den Hafen Mersin angelaufen und befand sich Anfang Dezember offiziell auf einer Reise nach Oran. Am 9. Dezember 2014 trieb das Schiff führerlos vor der italienischen Küste. Später wurde das Schiff von italienischen Einsatzkräften besetzt und in den Hafen von Crotone eingebracht, wo die Flüchtlinge versorgt wurden.